# Спокойная
Спокойная — станица в Отрадненском районе Краснодарского края.
Административный центр Спокойненского сельского поселения.

## Население
| 7256 | 5967 | 5223 | 5458 |

Бо́льшая часть населения станицы — русские (90,5 % в 2002 году).

### Известные уроженцы
- Жуков, Пётр Константинович (1914—1967) — Герой Советского Союза.
- Шеховцов, Сергей Алексеевич (род. 1961) — советский и российский актёр.
- Варфоломеев, Карп Петрович (1903—1971)  — Герой Советского Союза.

## География
Станица расположена на реке Большой Тегинь (приток Урупа), в 19 км на юго-запад от райцентра станицы Отрадная.

## История
Станица была основана в 1858 году, её населяли по жребию казаки из станицы Крыловской и переселенцы из Запорожья, Полтавской губернии, беглые крестьяне из центральных районов России.
К 1863 году станица заселилась полностью. С 1863 года в станице стал атаманом назначенный полковым правлением войсковой старшина Логвинов. Станица входила в 18-й конный полк третьей бригады Кавказского линейного войска, а с 1870 года в пятую бригаду Кубанского казачьего войска.
В отчёте о состоянии станицы за 1868 год сказано, что в станице есть 267 деревянных и 20 каменных домов. Из учреждений были: станичное управление, сотенная канцелярия, хлебный магазин. К этому времени в станице было 8 лавок, 6 мельниц, 2 кузницы, 5 питейных домов.
В 1863 году население станицы составляло 1698 человек, а к 1868 году выросло до 1868 человек.
В 1867 году открылась первая трёхклассная начальная школа, построенная на средства жителей.
К 1912 году в станице было уже 1239 дворов, население — 11633 человека.
В 1929 году создаются первые колхозы. В станице уже 3 начальных школы, 2 семилетки.
В 1938 году вступила в строй средняя школа № 1 (первый её выпуск 9 человек).
В 1934—1962 годах станица являлась центром Спокойненского района.
В 1969 году был построен Дом культуры.